# Sociedade Esportiva, Recreativa e Cultural Guarani
La Sociedade Esportiva, Recreativa e Cultural Guarani ou Guarani da Palhoça est un club brésilien de football basé à Palhoça dans l'État de Santa Catarina. Le club jouera dans le championnat de première division Catarinense 2013.

## Palmarès
- Municipal League de Palhoça: 7

(1978, 1985, 1986, 1994, 1995, 1998, 1999).
- Championnat de Santa Catarina de football - division spéciale: 2

(2003 e 2012). 